# S-Bahn Rhein-Main

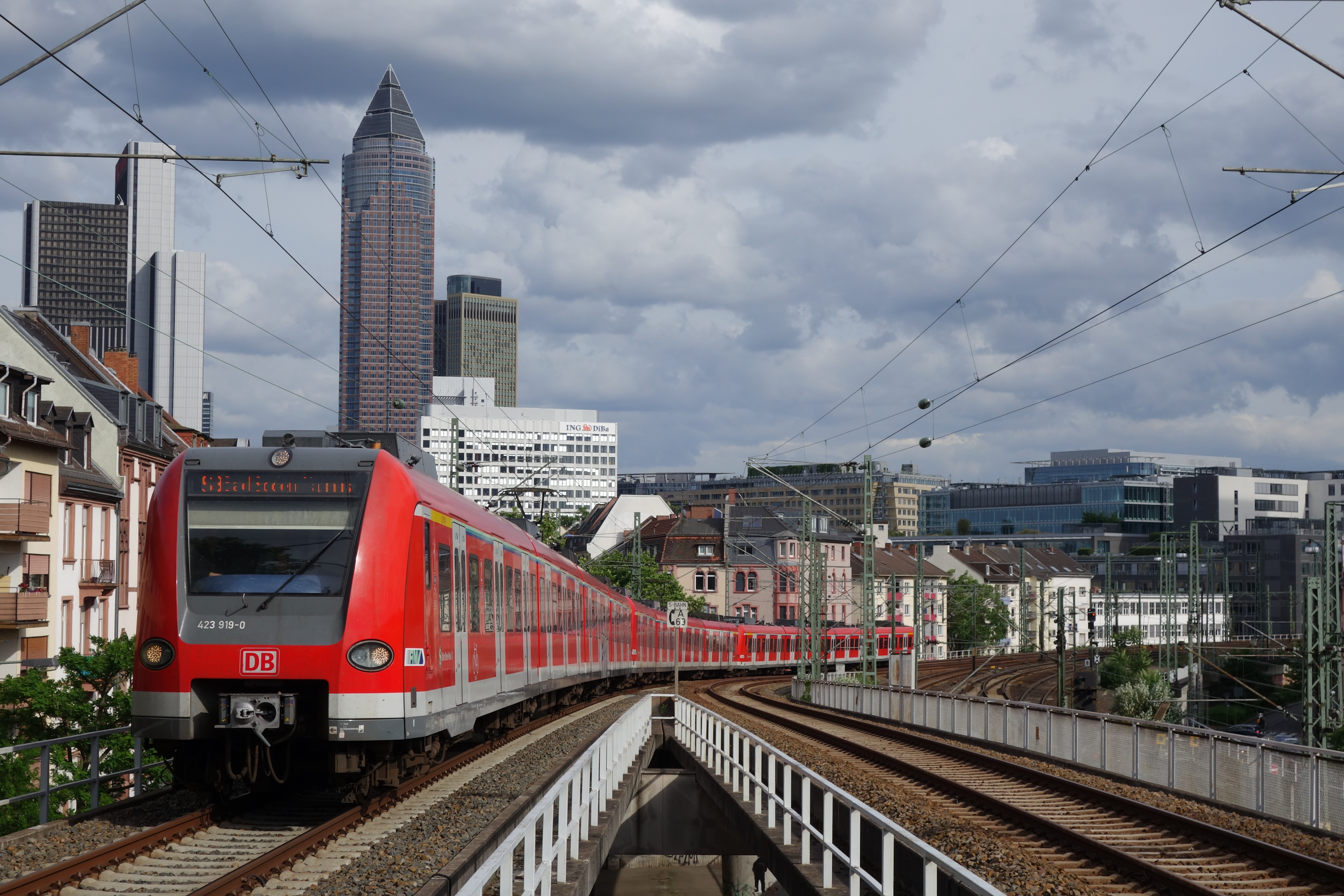
S-Bahn na vyvýšeném nástupišti stanice „Frankfurt West“

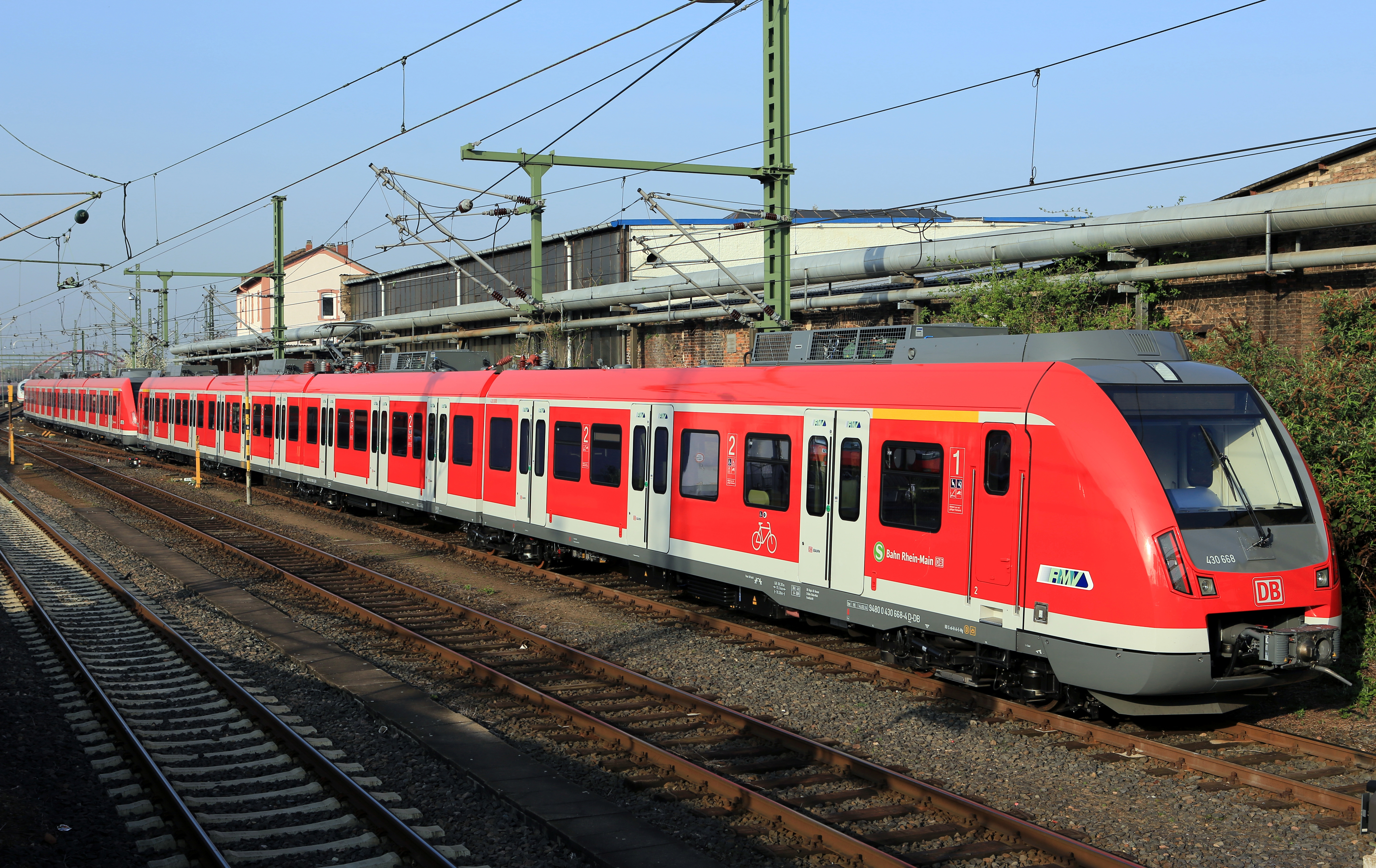
Nový vlak řady 430 ve Frankfurtu nad Mohanem

S-Bahn Rhein-Main je systém rychlé příměstské železnice (S-Bahn), doplňující metro ve Frankfurtu nad Mohanem. V současné době má S-Bahn 9 linek označených S1 – S9.

## Popis a statistiky
Všech devět linek sítě S-Bahn je koncipováno tak, že spojují zhruba centrum města s jeho vzdálenými čtvrtěmi či předměstími. V husté zástavbě jsou vedeny tunely (8 stanic je podzemních), v řidší pak na povrchu po vlastních nebo železničních tratích. Celou síť provozují společně německé železnice (státní společnost Deutsche Bahn) s dopravními podniky měst a obcí v metropoli Rhein-Main pod regionálním organizátorem Hesenské integrované dopravy RMV. V provozu je 303 km tratí na nichž je 111 stanic.

Současná síť S-Bahn Rhein-Main

## Linkové vedení
|  | název linky | otevření | stanic v provozu | délka | průměrná rychlost |
|  | ----------- | -------- | ---------------- | ----- | ----------------- |
|  | S1          | 1978     | 32               | 72 km | 49,72 km/h        |
|  | S2          | 1978     | 27               | 55 km | 48,26 km/h        |
|  | S3          | 1978     | 30               | 49 km | 45,23 km/h        |
|  | S4          | 1987     | 22               | 34 km | 41,88 km/h        |
|  | S5          | 1999     | 17               | 29 km | 44,46 km/h        |
|  | S6          | 1978     | 21               | 39 km | 46,92 km/h        |
|  | S7          | 2002     | 10               | 35 km | 58,67 km/h        |
|  | S8          | 1987     | 28               | 70 km | 43,86 km/h        |
|  | S9          | 2000     | 25               | 66 km | 51,51 km/h        |